# 歴史発見 城下町へ行こう!
『歴史発見 城下町へ行こう!』（れきしはっけん じょうかまちへいこう）は2012年4月から2014年3月までBS朝日で放送されていた紀行・ドキュメンタリー番組。

## 概要
ナビゲーター（番組内では城下町遊学人）のピエール瀧が、日本各地の城・城跡とその城下町を巡り、地元の人々との触れ合いを通じながらその歴史文化など魅力を紹介する。
現地では主にピエール瀧が聞き手となり、地元の有識者などが名所名跡を案内するスタイルとなっている。
2014年3月をもってレギュラー放送は終了。2014年5月11日に「城下町へ行こう!織田信長の野望スペシャル」が放送された。
2016年12月4日に「復活!2時間スペシャル」として「信長・秀吉・家康　天下人たちが見た京都・伏見の旅」が放送された。

## 出演者
- ピエール瀧（ナビゲーター）
- 柳沢三千代（ナレーション）

## 放送リスト
|            | 初回放映日     | タイトル                                                  |
| 1          | 2012年4月11日  | 彦根の城下町（滋賀県）                                    |
| 2          | 2012年4月18日  | 萩の城下町（山口県）                                      |
| 3          | 2012年5月9日   | 金沢の城下町（石川県）                                    |
| 4          | 2012年5月16日  | 上田の城下町（長野県）                                    |
| 5          | 2012年6月6日   | 会津若松の城下町（福島県）                                |
| 6          | 2012年6月13日  | 盛岡の城下町（岩手県）                                    |
| 7          | 2012年7月4日   | 高知の城下町（高知県）                                    |
| 8          | 2012年7月11日  | 伊賀上野の城下町（三重県）                                |
| 9          | 2012年8月1日   | 岡崎の城下町（愛知県）                                    |
| 10         | 2012年8月8日   | 小倉の城下町（福岡県）                                    |
| 11         | 2012年8月29日  | 水戸の城下町（茨城県）                                    |
| 12         | 2012年9月5日   | 犬山の城下町（愛知県）                                    |
| 13         | 2012年9月26日  | 郡上八幡の城下町（岐阜県）                                |
| 14         | 2012年10月3日  | 長崎の城下町 前編（長崎県）                               |
| 15         | 2012年10月10日 | 長崎の城下町 後編（長崎県）                               |
| 16         | 2012年11月7日  | 松山の城下町（愛媛県）                                    |
| 17         | 2012年11月14日 | 角館の城下町（秋田県）                                    |
| 18         | 2012年12月5日  | 米沢の城下町（山形県）                                    |
| 19         | 2012年12月12日 | 長浜の城下町（滋賀県）                                    |
| 20         | 2013年1月9日   | 名古屋の城下町（愛知県）                                  |
| 21         | 2013年1月16日  | 鹿児島の城下町 前編（鹿児島県）                           |
| 22         | 2013年1月23日  | 鹿児島の城下町 後編（鹿児島県）                           |
| 23         | 2013年2月6日   | 熊本の城下町（熊本県）                                    |
| スペシャル | 2013年2月24日  | 明治維新の舞台をゆく～薩摩、長州、土佐、そして長崎へ～    |
| 24         | 2013年3月6日   | 小田原の城下町 前編（神奈川県）                           |
| 25         | 2013年3月13日  | 小田原の城下町 後編（神奈川県）                           |
| 26         | 2013年4月3日   | 駿府の城下町 前編（静岡県）                               |
| 27         | 2013年4月10日  | 駿府の城下町 後編（静岡県）                               |
| 28         | 2013年5月1日   | 杵築の城下町（大分県）                                    |
| 29         | 2013年5月8日   | 仙台の城下町 前編（宮城県）                               |
| 30         | 2013年5月15日  | 仙台の城下町 後編（宮城県）                               |
| 特別編     | 2013年6月5日   | 徳川家康 天下獲りの秘密 ～関ヶ原の合戦 その舞台をゆく～   |
| 31         | 2013年6月12日  | 浜松の城下町（静岡県）                                    |
| 32         | 2013年7月3日   | 松本の城下町（長野県）                                    |
| 33         | 2013年7月17日  | 松代の城下町（長野県）                                    |
| 34         | 2013年8月7日   | 函館の城下町（北海道）                                    |
| 35         | 2013年8月14日  | 松前の城下町（北海道）                                    |
| 36         | 2013年9月4日   | 弘前の城下町（青森）                                      |
| 37         | 2013年9月11日  | 秋田の城下町（秋田）                                      |
| 38         | 2013年10月2日  | 金魚と歴史情緒溢れる 大和郡山の城下町（奈良県）           |
| 39         | 2013年10月9日  | 徳川御三家 紀州の城下町（和歌山県）                       |
| 40         | 2013年11月6日  | 神話と江戸風情が息づく 出雲・松江の城下町（島根県）       |
| 41         | 2013年11月13日 | 江戸文化と地元グルメが大人気 津山の城下町（岡山県）       |
| 42         | 2013年12月4日  | 江戸の町人文化と匠の粋を伝える 飛騨高山の城下町（岐阜県） |
| 43         | 2013年12月11日 | 薬と北前船で栄えた 富山の城下町（富山県）                 |
| 44         | 2014年1月8日   | 近江商人を生んだ水郷の里 近江八幡の城下町（滋賀県）       |
| 45         | 2014年1月15日  | 明智光秀が築いた京の奥座敷 亀岡の城下町（京都府）         |
| 46         | 2014年2月12日  | 天下獲りに燃える信長の本拠地 岐阜の城下町（岐阜県）       |
| 47         | 2014年2月19日  | 江戸情緒と文化が薫る 松阪の城下町（三重県）               |
| 48         | 2014年3月5日   | 詩情豊かな水郷の早春 柳川の城下町（福岡県）               |
| 49         | 2014年3月12日  | 歴史浪漫溢れる湧水の郷 島原の城下町（長崎県）             |

## テーマ曲
- エンディングテーマ：星羅「ふうらいぼう」